# ناکور بوئنو
ناکور بوئنو (انگلیسی: Nakor Bueno؛ زادهٔ ۴ مارس ۱۹۷۸) بازیکن فوتبال اهل اسپانیا است.
از باشگاه‌هایی که در آن بازی کرده‌است می‌توان به باشگاه فوتبال لگانس، باشگاه فوتبال بارسلونا بی، باشگاه فوتبال بارسلونا سی، و باشگاه فوتبال بارسلونا اشاره کرد.